# Мисс Пигги
Мисс Пи́гги (англ. Miss Piggy) — один из главных персонажей «Маппет-шоу», гламурная свинка с непредсказуемым характером, претендующая на звание ведущей актрисы «Маппет-театра».
В 1996 году журнал TV Guide поставил Мисс Пигги на 23-е место в списке «50 величайших телезвёзд всех времён».
«…Этот эталон блондинки никем не подвергается сомнению… Кто же не обожает Мисс Пигги?…»

## Биография
Впервые Мисс Пигги появилась на экранах ТВ 13 октября 1974 года в программе Герберта Алперта «Herb Alpert and the TJB» на телеканале «ABC». Голос Пигги был нежен и мягок, когда свинка спела дуэтом с Гербертом композицию «I Can’t Give You Anything but Love».
В 1976 году, с запуском Маппет-шоу, Мисс Пигги продолжила карьеру в главной группе актёров и играла главную женскую роль. Сумасбродная, неподражаемая «роковая женщина», с переменным успехом борющаяся за статус примадонны театра, пришлась по душе всем зрителям. На протяжении всего Маппет-цикла Пигги безуспешно пыталась добиться взаимности от главной любви всей жизни, управляющего театром лягушонка Кермита (часто называемого ею просто «Керми»).
Мисс Пигги выступала в двух постоянных скетчах Маппет-шоу: «Ветеринарная лечебница» («восхитительная» медсестра Пигги) и «Свиньи в космосе» («очаровательный» первый помощник капитана).
Пигги держит собаку по кличке «Фу-Фу» (англ. Foo-Foo).
Мисс Пигги играла главные роли во всех шести полнометражных фильмах на Маппет-основе и в обоих телефильмах. Вела две телепрограммы: «The Fantastic Miss Piggy Show и Miss Piggy’s Hollywood». Выпустила собственный музыкально-спортивный альбом.
Постепенно известность Мисс Пигги стала расти: телепрограммы, детские передачи, книги. Её «how to» (сделай это вместе с Мисс Пигги) приобрело широкую популярность. Книга «Miss Piggy’s Guide to Life» стала национальным бестселлером. Лицо Пигги появлялось на обложках многих журналов, в том числе «Cosmopolitan», «Time, Bazaar», «People», «Life» и др.
Советские телезрители впервые широко познакомились с Пигги в 1990 (по другим данным в 1989) году.
25 декабря 2011 года состоялась мировая премьера очередного фильма с её участием (российский прокат — с 12 апреля 2012 года).

## Культурные аспекты

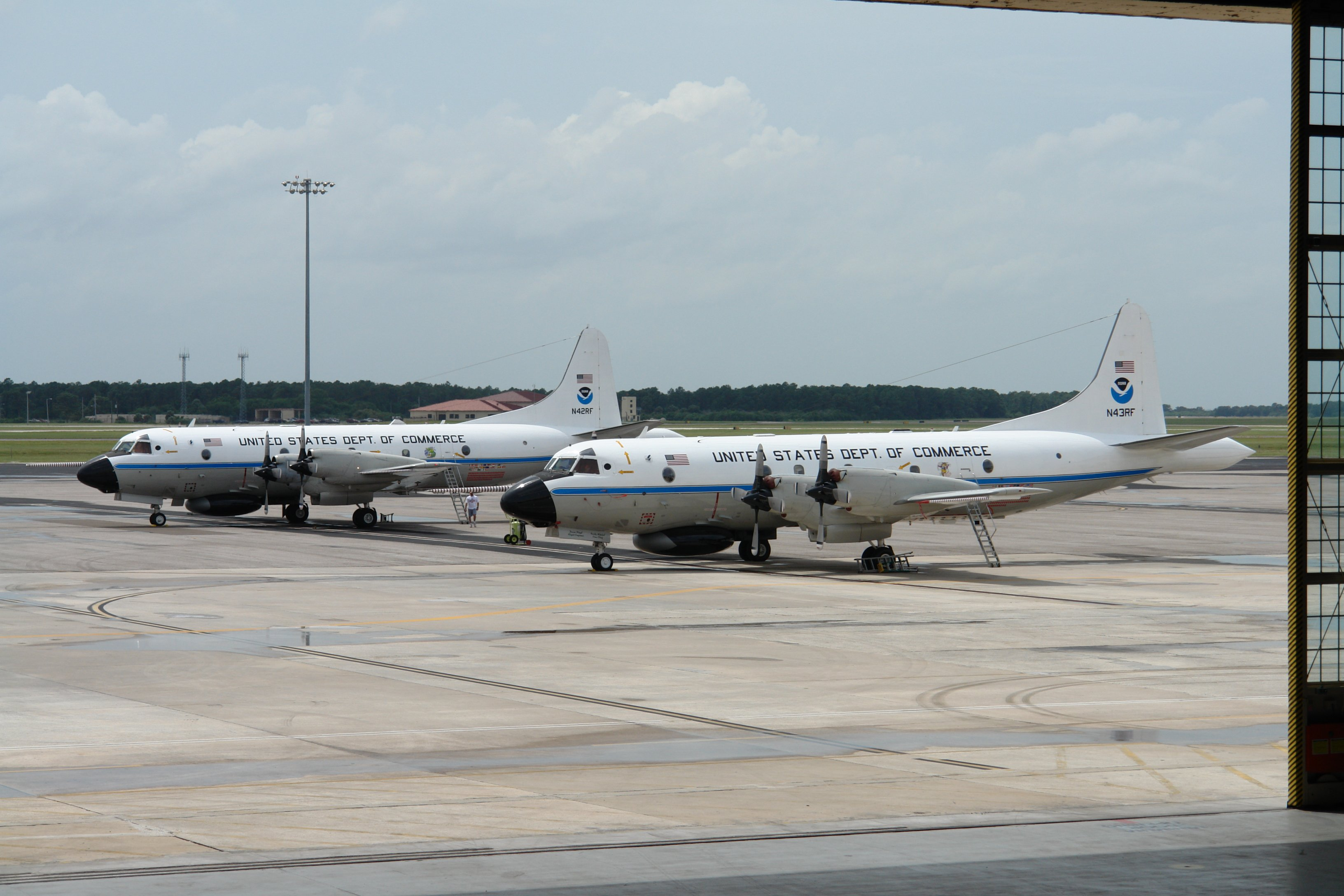
Lockheed WP-3D «Кермит» и «Мисс Пигги». Эмблемы с персонажами у входных дверей.

- В честь мисс Пигги назван один из самолётов «Lockheed WP-3D» охотников за ураганами (позывные — NOAA 43).

### В рекламе
Из последних (2011 год) рекламных акций следует отметить ноябрьский выпуск «InStyle Magazine» (англ.) — реклама одежды от известных дизайнеров Джейсона Ву и Прабала Гурунга (англ.) и «работу» в качестве лица последней коллекции косметики компании MAC, где …игрушечная свинка-актриса обошла по популярности и востребованности именитых моделей и, похоже, завоевала мир фэшн-индустрии….